# Nacatongo
Nacatongo es una localidad del estado mexicano de Morelos. Es parte del municipio de Tlayacapan.

## Toponimia
El nombre «Nacatongo» proviene de los términos en náhuatl: nacatl, hongo; tontli, diminutivo; co, locativo. Su significado es «En los honguitos».

## Demografía
| Gráfica de evolución demográfica |
|                                  |

| Censo | Población |
| ----- | --------- |
| 1980  | 283       |
| 1990  | 428       |
| 2000  | 673       |
| 2010  | 840       |
| 2020  | 1136      |